# Аргентина на Светском првенству у атлетици на отвореном 2011.
Аргентина је учествовала на 13. Светском првенству у атлетици на отвореном 2011. одржаном у Тегу од 27. августа до 4. септембра тринаести пут, односно учествовала је на свим првенствима до данас. Репрезентацију Аргентине представљало је 6 такмичара (5 мушкараца и 1 жене) који су се такмичили у 6 дисциплина (5 мушких и 1 женска). , 

На овом првенству Аргентина није освојила ниједну медаљу. Није било нових националних и личних рекорда. Остварен је само један најбољи резултат сезоне.

## Учесници
| Мушкарци: - Хавијер Каригео — 5.000 м - Хуан Мануел Кано — 20 км ходање - Максимилијано Дијаз — Троскок - Херман Лауро — Бацање кугле - Хуан Игнасио Кера — Бацање кладива | Жене: - Џенифер Далгрен — Бацање кладива |  |

## Резултати

### Мушкарци
Тркачке дисциплине
| Атлетичар           | Дисциплина     | Лични рекорд        | Група    | Група       | Полуфинале | Полуфинале | Финале                | Финале       | Детаљи |
| Атлетичар           | Дисциплина     | Лични рекорд        | Резултат | Место       | Резултат   | Место      | Резултат              | Место        | Детаљи |
| ------------------- | -------------- | ------------------- | -------- | ----------- | ---------- | ---------- | --------------------- | ------------ | ------ |
| Хавијер Каригео     | 5.000 м        | 1:45,84             | 13:47,51 | 9. у гр. 1  |            |            | Није се квалификовао  | 18 / 36 (38) |        |
| Хуан Мануел Кано    | 20 км ходање   | 1:26,22 НР          |          |             |            |            | 1:30:00               | 30 / 32 (46) |        |
| Максимилијано Дијаз | Троскок        | 16,51 (+1,2 м/с) НР | 15,91    | 14. у гр. B |            |            | Нису се квалификовали | 26 / 26 (31) |        |
| Херман Лауро        | Бацање кугле   | 20,43 НР            | 19,50    | 10. у гр. A | 21 / 27    |            | Нису се квалификовали |              |        |
| Хуан Игнасио Кера   | Бацање кладива | 76,42 НР            | 64,27    | 15. у гр. Б | 34 / 35    |            | Нису се квалификовали |              |        |

### Жене
| Атлетичарка     | Дисциплина     | Лични рекорд | Група    | Група       | Полуфинале | Полуфинале | Финале   | Финале | Детаљи |
| Атлетичарка     | Дисциплина     | Лични рекорд | Резултат | Место       | Резултат   | Место      | Резултат | Место  | Детаљи |
| --------------- | -------------- | ------------ | -------- | ----------- | ---------- | ---------- | -------- | ------ | ------ |
| Џенифер Далгрен | Бацање кладива | 73,74 НР     | 72,70 РС | 2. гр. Б КВ |            |            | 69,72    | 9 / 30 |        |

Легенда: НР = национални рекорд, ЛР= лични рекорд, РС = Рекорд сезоне (најбољи резултат у сезони до почетка првества), КВ = квалификован (испунио норму), кв = квалификован (према резултату)